# John van Nes Ziegler
John van Nes Ziegler (* 20. Mai 1921 in Köln; † 14. November 2006 in Köln-Porz) war ein deutscher Kommunal- und Landespolitiker der SPD und Rechtsanwalt. Er war Landtagspräsident bzw. -vizepräsident von Nordrhein-Westfalen sowie Oberbürgermeister von Köln.

## Biografie
Der SPD hatte sich van Nes Ziegler bereits 1946 während seines Jurastudiums angeschlossen. In dieser Zeit gehörte er auch dem Sozialistischen Deutschen Studentenbund (SDS) an, dessen Bundesvorsitzender er von 1948 bis 1951 (als Nachfolger von Helmut Schmidt) war. Seit 1953 war John van Nes Ziegler Mitglied des Landtages von Nordrhein-Westfalen.
1956 zog er für die SPD in den Rat der Stadt Köln ein und führte dort bis 1973 die SPD-Fraktion.
Von 1966 bis 1970 war er Landtagspräsident von Nordrhein-Westfalen. Ende der 1960er Jahre engagierte er sich für eine Parlamentsreform im NRW-Landtag, wobei er den Petitionsausschuss als wichtige Brücke zwischen Bevölkerung und Parlament ansah und konsequent ausgebaut hat. Von 1973 bis 1980 war John van Nes Ziegler Oberbürgermeister der Stadt Köln. Er machte sich für die kommunale Gebietsreform stark, in deren Folge Köln 1975 Millionenstadt wurde.
Für Köln hat er zahlreiche Projekte auf den Weg gebracht, etwa die Fußgängerzone Hohe Straße/Schildergasse sowie die Neugestaltung des Bereichs Dom, Hauptbahnhof, die Philharmonie und das Museum Ludwig sowie den Rheingarten in der Altstadt.
Ab 1980 war John van Nes Ziegler erneut Landtagspräsident bzw. Landtagsvizepräsident von Nordrhein-Westfalen, bis er sich 1985 aus der Politik verabschiedete und sich seinem Privatleben widmete.

### Privates

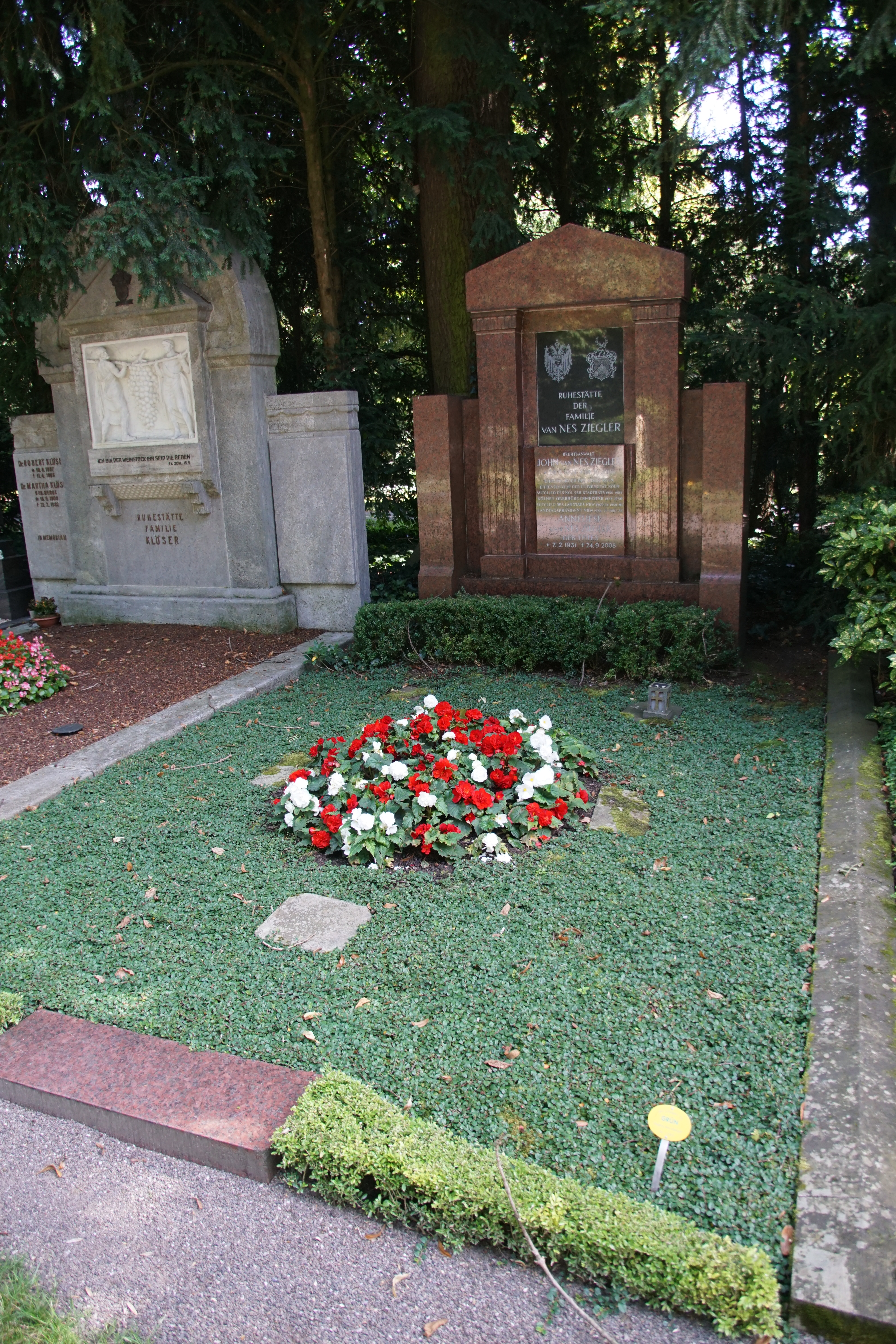
Grab von John van Nes Ziegler auf dem Kölner Melaten-Friedhof

Van Nes Ziegler war verheiratet und hatte eine Tochter sowie fünf Enkelsöhne und zwei Enkeltöchter.

## Ehrungen und Auszeichnungen
Für seine Verdienste wurde „Big John“, wie er auch genannt wurde, unter anderem mit dem Großen Bundesverdienstkreuz (1969) mit Stern (1973) und Schulterband (1981) und dem Verdienstorden des Landes Nordrhein-Westfalen ausgezeichnet. Er war Ehrenbürger seiner Heimatstadt Köln und Ehrensenator der Universität zu Köln.
Van Nes Ziegler war Mitglied der Freimaurerloge „Zum Ewigen Dom“ in Köln seit dem 2. April 1949. Von 1958 bis 1960 war er dort Meister vom Stuhl. Er war Träger der Goldenen Ehrennadel der Kölner Loge sowie des Goldenen Verdienstzeichens „Pro Merito“ der Vereinigten Großlogen von Deutschland.